# Due Date
Due Date är en amerikansk komedifilm från 2010 i regi av Todd Phillips, med Robert Downey Jr. och Zach Galifianakis i huvudrollerna.

## Handling
Peter Highman (Robert Downey Jr.) måste åka tvärs över USA för att komma i tid till sin sons födelse. När han får problem på flygplatsen bestämmer han sig för att köra bil hem. Situationen blir ännu mer komplicerad när han övertalas att dela bil med den smått konstiga Ethan Tremblay (Zach Galifianakis).

## Rollista
| Robert Downey Jr. | – Peter Highman        |
| Zach Galifianakis | – Ethan Tremblay       |
| Michelle Monaghan | – Sarah Highman        |
| Jamie Foxx        | – Darryl               |
| Juliette Lewis    | – Heidi                |
| Danny McBride     | – Lonnie               |
| RZA               | – Väktare på flygplats |
| Matt Walsh        | – TSA-agent            |
| Brody Stevens     | – Limousineförare      |
| Jakob Ulrich      | – Patrick              |
| Naiia Ulrich      | – Alex                 |
| Todd Phillips     | – Barry                |
| Bobby Tisdale     | – Carl                 |
| Sharon Morris     | – Airport X-Ray        |